# Aslaug Ås
Aslaug Ås (11 juni 1911) was een schaatsster uit Noorwegen. Ze nam deel aan het eerste wereldkampioenschap allround schaatsen voor vrouwen in 1933.

## Resultaten

### Wereldkampioenschappen
| Jaar | Jaar     | Plaats | Resultaten  | Resultaten                   |
| ---- | -------- | ------ | ----------- | ---------------------------- |
| 1933 | Allround | Oslo   | 4e Allround | 5e 500 m 5e 1000 m 5e 1500 m |
| 1934 | Allround | Oslo   | 5e Allround | 7e 500 m 5e 1000 m 5e 1500 m |

### Noorse kampioenschappen
| Jaar | Allround | Allround                     |
| ---- | -------- | ---------------------------- |
| 1933 | -        | 2e 500 m DQ 1000 m 4e 1500 m |
| 1934 | 6e       | 6e 500 m 6e 1000 m 6e 1500 m |

## Persoonlijke records
| Afstand    | Tijd    | Datum            | Baan |
| ---------- | ------- | ---------------- | ---- |
| 500 meter  | 54,10   | 11 februari 1934 | Oslo |
| 1000 meter | 1.54,30 | 11 februari 1934 | Oslo |
| 1500 meter | 2.53,70 | 11 februari 1934 | Oslo |